# Remontowa Shipbuilding

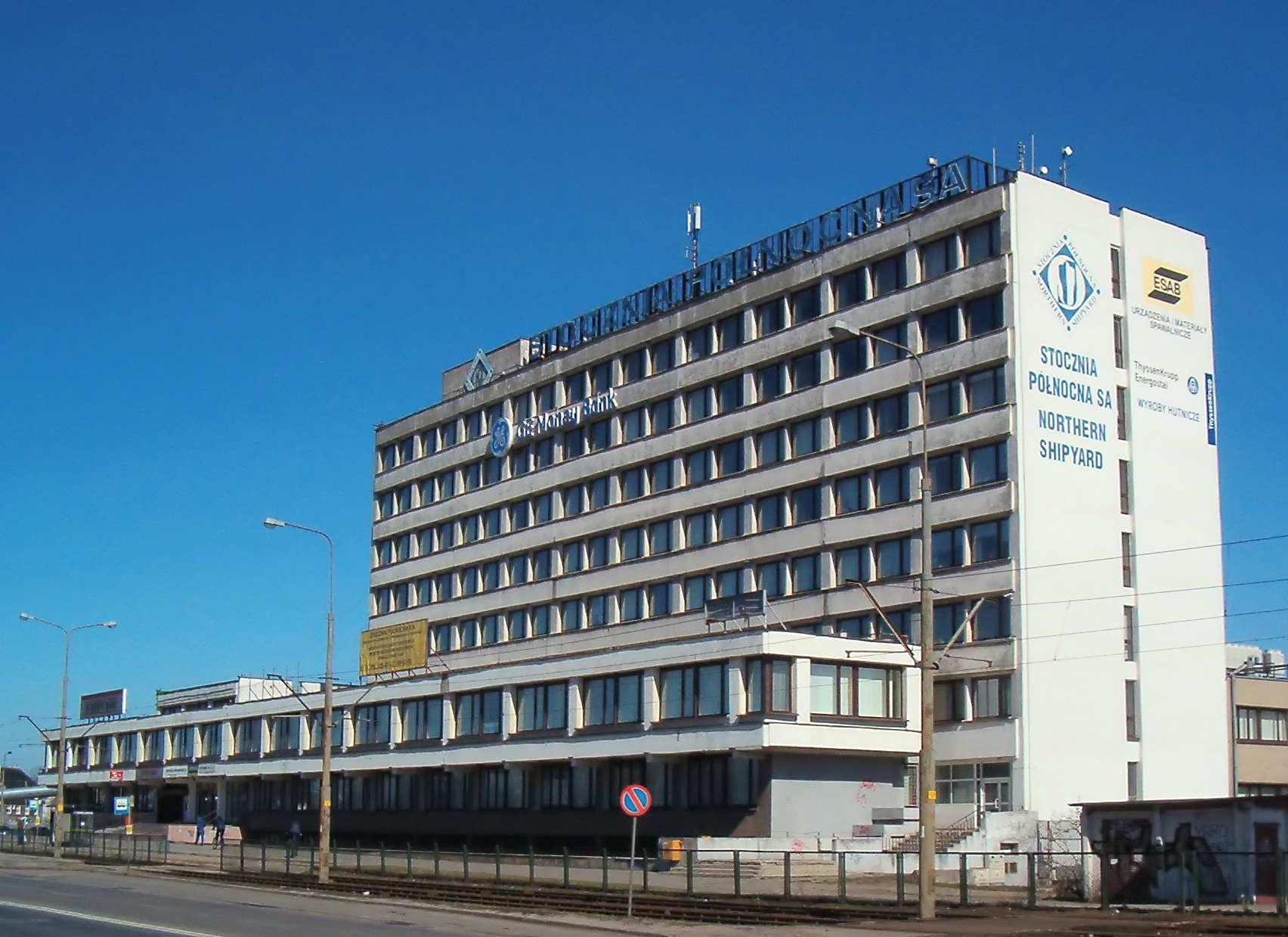
Dawny biurowiec Stoczni Północnej przy ulicy Marynarki Polskiej, obecnie przebudowany pod nazwą C200

Remontowa Shipbuilding SA, dawniej Stocznia Północna – stocznia w Gdańsku, której podstawą działalności jest budowa małych i średnich statków. Wchodzi w skład grupy kapitałowej o nazwie Remontowa Holding.
Do 2015 roku stocznia zbudowała około 1028 jednostek pływających. Na 2024, ilość wyprodukowanych jednostek pływających wynosi 1044, w tym 608 o przeznaczeniu militarnym.
Dane finansowe stoczni:
| Rok  | Przychód          | Wynik netto      |
| ---- | ----------------- | ---------------- |
| 2012 | 516,5 mln zł      | 28,6 mln zł      |
| 2020 | 868 579 106,77 zł | 5 662 825,00 zł  |
| 2021 | 499 990 767,89 zł | 52 867 887,82 zł |
| 2022 | 318 596 525,69 zł | 7 818 922,76 zł  |
| 2023 | 384 985 103,53 zł | 11 074 381,28 zł |

## Historia
- Stocznia Północna powstała w czerwcu 1945 jako Stocznia nr 3 na terenach przedwojennej Gdańskiej Fabryki Wagonów DWF Danziger Waggonfabrik, a jej działalność ograniczała się do budowy i naprawy wagonów, tramwajów i małych statków. Po utworzeniu stolarni, stocznia zajęła się produkcją mebli okrętowych, a także na rynek cywilny[1].
- Zarządzeniem Ministra Żeglugi z 20 lutego 1950 przekształcono Zjednoczone Stocznie Polskie w Centralny Zarząd Przemysłu Okrętowego (CZPO)[6], a oddziały ZSP – w cztery przedsiębiorstwa państwowe: Stocznia Gdańska[7], Stocznia Północna[8], Stocznia Gdyńska[9] i Stocznia Szczecińska[10]. Wówczas nadano nazwę Stocznia Północna im. Bohaterów Westerplatte.
- Od 1948 stocznia zaczęła specjalizować się w budowie kutrów rybackich (jako pierwsza seria MIR 20A) i produkcji stolarki okrętowej[1].
- W 1951 zakończono produkcję wagonów, przekazując oprzyrządowanie do Chorzowa[1].
- W 1955 rozpoczęła współpracę, trwającą do wczesnych lat 90 XX w., z marynarkami wojennymi Polski, ZSRR, Bułgarii, Jugosławii i NRD. W tym okresie budowano głównie okręty wojenne i jednostki specjalistyczne, przede wszystkim okręty desantowe, jednostki szkolne i kutry torpedowe. Jednocześnie produkowano specjalistyczne statki rybackie.
- Lata 90 XX w. przyniosły radykalną zmianę profilu, polegającą na przestawieniu się na produkcję kontenerowców dla Niemiec i Nigerii. W 1993 przekształcono Stocznię Północną z przedsiębiorstwa państwowego w spółkę akcyjną. W drugiej dekadzie lat 90 XX w. rozszerzono ofertę o budowę niewielkich promów osobowo-samochodowych i holowników.
- W 2003 głównym akcjonariuszem stała się Gdańska Stocznia „Remontowa” (później Remontowa Holding SA), na skutek czego stocznia weszła w skład Grupy Remontowa[11].
- W 2011 Stocznia Północna SA zmieniła firmę na Remontowa Shipbuilding SA[12].
- W 2018 stocznia realizowała zamówienia dla Marynarki Wojennej oraz armatorów prywatnych w zakresie budowy specjalistycznych statków górnictwa morskiego i zatrudniała ok. 850 osób[13].

## Możliwości techniczne
- Dwie boczne pochylnie zrzutowe:
  - Cp 1A – maks. masa wodowanego statku 1500 t, dł. 88 m, szer. 13,5 m
  - Cp 1B – maks. masa wodowanego statku 3150 t, dł. 125 m, szer. 18,6 m
- Nabrzeże o dł. 400 m z trzema żurawiami (dwoma Stotter & Pitt o udźwigu 26 t/17 m i jednym o udźwigu 25 t)
- Stanowisko do wodowania małych jednostek (do 300 t i dł. 30 m)
- Hale produkcyjne:
  - Hala obróbki wstępnej
  - Hala prefabrykacji sekcji
  - Hala montażu bloków kadłuba
  - Hala prefabrykacji sekcji
- Dwa stanowiska do prac malarskich (dł. 50 m)
- Tor (o dł. 200 m z dwoma dźwigami 80 t/21,5 m) do stykowania bloków kadłubów
- Przesuwnica do transportu bloków (o masie 450 t, dł. 27 m) na stanowisko stykowania

## Najważniejsze zbudowane konstrukcje

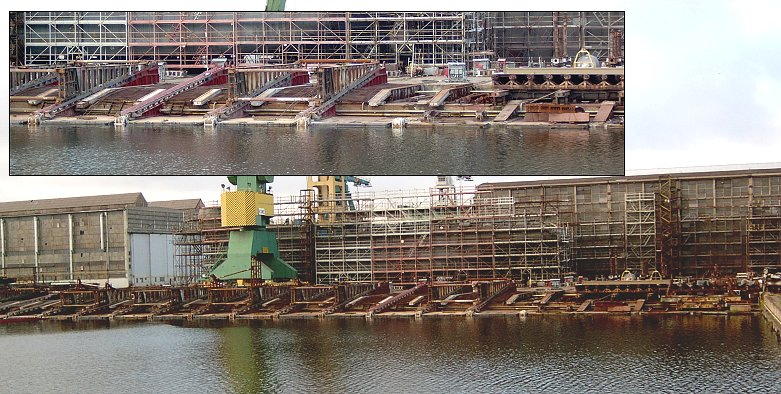
Pochylnia w Stoczni Północnej w Gdańsku

- 91 średnich okrętów desantowych projektów 770, 771, 773 i 776 dla Marynarki Wojennej i na eksport, głównie do ZSRR (typy te oznaczone zostały na Zachodzie – w kodzie NATO od nazwy stoczni jako typ 'Polnocny')
- seria okrętów desantowych projektu 775 dla ZSRR (w kodzie NATO typ 'Ropucha')
- 5 okrętów transportowo-minowych projektu 767 typu Lublin dla MW
- korweta ORP "Kaszub" dla MW
- 9 kutrów torpedowych projektu 664 i 663 o aluminiowej konstrukcji kadłuba
- 201 kutrów trałowych i sanitarnych projektu 361[14]
- 28 trawlerów przetwórni typu B422 (Zvieroboy) z napędem spalinowo-elektrycznym, 23 z nich przystosowane do polowania na foki
- 10 seinerów typu B406  (Rodina)
- 5 trawlerów 3500 DWT (typ B400)
- 14 jednostek pożarniczych (typ B98)
- Uniwersalny kontenerowiec (typ B184) Europe Feeder – największy zbudowany w stoczni statek, którego zmodyfikowany projekt posłużył jako podstawa do zbudowania jednostek B172 i B184-II
- Promy samochodowo-pasażerskie (typy B590 i B593)
- Holownik B830
- seria pływających stacji demagnetyzacyjnych projektu 130 dla ZSRR
- okręt dowodzenia(inne języki) sił obrony przeciwminowej (pierwotnie okręt logistyczny) ORP "Kontradmirał Xawery Czernicki"[15]
- 3 okręty szkolne projektu 888 dla MW (OORP "Wodnik", "Gryf") i NRD
- 3 okręty ratownicze proj. 570 (typu Piast) dla MW (OORP "Piast" i "Lech") i NRD ("Otto von Guericke")
- 16 okrętów hydrograficznych proj. 860 (w kodzie NATO 'Samara') dla ZSRR
- 32 okręty hydrograficzne proj. 861 (w kodzie NATO 'Moma') dla ZSRR, Jugosławii, Bułgarii i Marynarki Wojennej (ORP "Kopernik")
- 18 okrętów hydrograficznych proj. 862 (w kodzie NATO 'Yug') dla ZSRR
- 2 okręty rozpoznawcze proj. 863  dla MW (OORP "Hydrograf" i "Nawigator")
- 7 okrętów rozpoznawczych proj. 864 (w kodzie NATO 'Vishnya') dla ZSRR
- 15 okrętów hydrograficznych proj. 870 (w kodzie NATO 'Kamenka') dla ZSRR i NRD
- 18 okrętów hydrograficznych proj. 871 (w kodzie NATO 'Biya') dla ZSRR
- 24 okręty hydrograficzne proj. 872 (w kodzie NATO 'Finik') dla ZSRR i NRD
- 2 okręty hydrograficzne proj. 874 (w kodzie NATO 'Modified Finik') dla Marynarki Wojennej (OORP "Heweliusz" i "Arctowski")
- seria 3 niszczycieli min projektu 258 dla Marynarki Wojennej (OORP "Kormoran" w służbie, "Albatros" w budowie i "Mewa" w budowie)[16]
- seria 6 holowników projektu B860 dla MW[17]
- żaglowiec szkolny projektu B103 dla Marynarki Wojennej Algierii[18]
- 2 statki wielozadaniowe typu B618 dla polskich Urzędów Morskich w Gdyni i Szczecinie (SV „Zodiak” II, SV „Planeta” I)[19]